# Białogardzka Kolej Dojazdowa
Białogardzka Kolej Dojazdowa powstała 2 listopada 1905 r., kiedy to otwarto odcinek kolei wąskotorowej Świelino – Białogard (32 km). 16 września 1909 r. oddano do użytku nowo zbudowany odcinek Białogard – Rarwino (20 km).
Rok 1945 okazał się dla białogardzkiej wąskotorówki ostatnim. Wkraczająca na te tereny Armia Czerwona dokonała całkowitego demontażu torowisk oraz wywiozła do ZSRR cały tabor. W 1951 r. Pomorskie Koleje Dojazdowe (PKD) ponownie uruchomiły linię Świelino – Białogard (32 km), a w 1952 r. Białogard – Rarwino – Lepino – Sławoborze (30 km). W roku 1991, po wykolejeniu się pociągu towarowego, spowodowanego złym stanem technicznym torowiska, wstrzymano przewozy towarowe na linii Białogard – Sławoborze. Na przełomie lat 80. i 90. XX wieku, jednolita do tej pory sieć PKD rozpadła się na trzy odrębne koleje: Koszalińską KD z siedzibą w Koszalinie, Gryficką KD z siedzibą w Gryficach oraz Stargardzką KD z siedzibą w Stargardzie Szczecińskim. W 1992 r. wstrzymano przewozy pasażerskie na trasie Białogard – Sławoborze (30 km) oraz zlikwidowano lokomotywownię w Białogardzie. 30 września 1996 r. zamknięto także odcinek Świelino – Białogard (32 km). Ostatni odcinek zamknięto w 2007

## Linie kolejowe
- Białogard Wąskotorowy – Lepino Trójkąt
- Białogard Miasto – Świelino